# Isokwe
Isokwe es el nombre una isla africana en el Lago Moero (Mweru) en la Provincia de Luapula, Zambia. Isokwe está habitada, y mide 7 kilómetros (4,3 millas) de largo y hasta 2 kilómetros (1,2 millas) de ancho. Se encuentra a unos 5 kilómetros de la ciudad de Kashikishi.
Isokwe es una isla estrecha, alargada dedicada a la pesca, que atraviesa por el oeste los pantanos del delta del Luapula. Es visitada regularmente por personas que llegan desde Nchelenge en ferry.